# Holochilus brasiliensis
Holochilus brasiliensis, também conhecido como rato-d'água, é uma espécie de roedor da família Cricetidae. Pode ser encontrada na Argentina, Brasil e Paraguai.

## Descrição
É uma espécie de porte médio em comparação com outros membros do gênero; o comprimento da cabeça e do corpo está entre 167 and 211 mm (6,6 and 8,3 pol) e o comprimento da cauda está entre 183 and 214 mm (7,2 and 8,4 pol). Pesa entre 400 g. A pele é luxuriante e densa. A cor dorsal é canela, os flancos são de um laranja mais brilhante e as partes inferiores de um laranja mais claro, exceto a garganta e o peito brancos e alguns brancos na área unguinal. Por conta da membrana interdigital presente em suas patas, assim como as rãs, possui maior facilidade ao deslocar-se no ambiente aquático.

## Distribuição e habitat
H. brasiliensis é semiaquático e ocorre no leste e sul do Brasil, Uruguai, leste do Paraguai e nordeste da Argentina. É normalmente encontrado em pastagens pantanosas e áreas de floresta que fazem fronteira com rios na floresta tropical, tanto na planície costeira como no interior. Vive em banhados naturais, matas palustres, arroios margens de lagoas e canais de drenagem.

## Ecologia
Uma espécie noturna, H. brasiliensis se move livremente na terra e na água. Raramente é capturado em armadilhas vivas, mas é frequentemente capturado por corujas e mamíferos carnívoros. Alimenta-se de frutos, sementes e pequenos invertebrados, como insetos aquáticos e moluscos. Procria principalmente após as chuvas da primavera e do verão, tendo sido registadas ninhadas de três a seis crias. Pode ser uma praga nas plantações de cana-de-açúcar e arroz.

## Conservação
A União Internacional para a Conservação da Natureza (IUCN) a considerou como uma "espécie pouco preocupante". Tal classificação foi aferida por conta de sua ampla gama, de sua capacidade de se adaptar a habitats modificados, por estar presente em várias reservas e outras áreas protegidas, assim como por ter uma população grande, que demonstra estabilidade.